# Wanarat Ratsameerat
Wanarat Ratsameerat (tiếng Thái: วนรัตน์ รัศมีรัตน์, phiên âm: Va-na-rát Rát-sa-mi-rát, sinh ngày 23 tháng 6 năm 1994) còn có nghệ danh là War (วอร์), là một diễn viên người Thái Lan. Anh được biết đến với vai chính đầu tiên "Mark" trong bộ phim "En Of Love: Love Mechanics" được phát sóng vào năm 2020.

## Tiểu sử
Wanarat Ratsameerat sinh tại Maha Sarakham, Thái Lan. Hiện tại, anh đã tốt nghiệp khoa kiến trúc trường Đại học Khon Kaen. Anh bước vào làng giải trí Thái Lan từ năm 2016 và là diễn viên thuộc Rookie Thailand từ năm 2018.

## Chương trình tham gia

### Phim truyền hình
| Năm  | Tên Phim                        | Vai              | Đài               | Ghi chú          | Tham khảo |
| ---- | ------------------------------- | ---------------- | ----------------- | ---------------- | --------- |
| 2017 | Onli(n)e                        | Tep              |                   | Vai phụ          |           |
| 2018 | Way Back Home                   | Sinh viên khoa y | Channel 3         | Vai phụ, tập 2-3 |           |
| 2018 | Transistor Love Story           | Don              | GMM 25            | Vai phụ          |           |
| 2020 | En of Love: Tossara             | Mark             | LINE TV / YouTube | Vai phụ          | [ 2 ]     |
| 2020 | En of Love: Love Mechanics      | Mark             | LINE TV / YouTube | Vai chính        | [ 3 ]     |
| 2020 | EN of Love: This is Love Story  | Mark             | LINE TV / YouTube | Vai phụ          | [ 4 ]     |
| 2021 | The Best Story                  | Best             | LINE TV           | Vai chính        |           |
| 2022 | Love Mechanics                  | Mark             |                   | Vai chính        | [ 5 ]     |
| 2024 | Naka De Salon                   | Sut              | Channel 3         | Vai chính        |           |
| 2024 | Jack & Joker: U Steal My Heart! | Joke             | iQiyi             | Vai chính        |           |

## Phim điện ảnh
| Năm  | Tên Phim                           | Vai  | Ghi chú   | Tham khảo |
| ---- | ---------------------------------- | ---- | --------- | --------- |
| 2016 | The Right Man - Because I Love You | Than | Vai chính | [ 6 ]     |
| 2022 | The Fabric                         | Achi | Vai chính |           |
| 2024 | Taklee Genesis                     | Kong | Vai chính |           |

### Truyền hình thực tế
| Năm  | Tiêu đề                                  | Vai trò            | Ghi chú                                            | Kênh         | Tham khảo |
| ---- | ---------------------------------------- | ------------------ | -------------------------------------------------- | ------------ | --------- |
| 2018 | The Driver                               | Khách mời          | Tập 117                                            | LINE TV      |           |
| 2019 | Guess My Age                             | Khách mời          | Tập 177-178                                        |              |           |
| 2020 | SosatSeoulsay                            | Khách mời          | Tập 11-12, 14, 20, 26, 28-29, 30, 39 42, 60-61, 66 |              |           |
| 2020 | Boyfriends Challenge                     | Thành viên cố định | 10 tập                                             |              |           |
| 2020 | WxY                                      | Vai chính          | Dài 10 tập                                         | YouTube      | [ 7 ]     |
| 2021 | Preawpak 2021                            | Khách mời          | Tập 26                                             | Channel 3    |           |
| 2021 | The Harvest Season: The Season to Travel | Khách mời          | Tập 1-2                                            |              |           |
| 2021 | WxY Special                              | Vai chính          | Dài 1 tập                                          |              |           |
| 2021 | Laneige Weekend with YinWar              | Chính anh          | Dài 3 tập                                          | Youtube      | [ 8 ]     |
| 2021 | YinYang                                  | Khách mời          | Tập 2, 4, 9                                        |              |           |
| 2022 | Warcraft                                 | Vai chính          |                                                    | Youtube      | [ 9 ]     |
| 2024 | The Wall Song                            | Khách mời          |                                                    | Workpoint TV | [ 10 ]    |
| 2025 | The Wall Song                            | Khách mời          |                                                    | Workpoint TV | [ 11 ]    |

## Video âm nhạc
| Năm  | Ca khúc                             | Nghệ sĩ                                                       | Vai trò   | Ghi chú                                                 | Tham khảo |
| ---- | ----------------------------------- | ------------------------------------------------------------- | --------- | ------------------------------------------------------- | --------- |
| 2020 | "เศษผม" (Set Pom)                   | Wanarat Ratsameerat (War), Anan Wong (Yin) Jay Phitiwat       | Mark      | Video ca nhạc chính thức En of Love: Love Mechanics OST | [ 12 ]    |
| 2020 | "ตาแตก" (Ta Taek)                   | Wanarat Ratsameerat (War), Anan Wong (Yin) Milli, Wonderframe | Chú rể    | Video ca nhạc chính thức FreeFire Collaboration         | [ 13 ]    |
| 2020 | "วอแว" (WarWhere)                   | Wanarat Ratsameerat (War)                                     |           | Video ca nhạc chính thức                                | [ 14 ]    |
| 2021 | "ไม่ใช่ไม่รู้สึก" (Mai Chai Mai Roo Seuk) | Wanarat Ratsameerat (War), Anan Wong (Yin) Tom Isara          |           | Video ca nhạc chính thức                                | [ 15 ]    |
| 2021 | "อ้อนไม่เก่ง" (On Mai Keng)            | Wanarat Ratsameerat (War), Anan Wong (Yin)                    | Chính anh | Video ca nhạc chính thức                                | [ 16 ]    |
| 2021 | "แล้วหลาว" (ไอ้โบ้)                    | WONDERFRAME, Anan Wong (Yin)                                  | Chính anh | Video ca nhạc chính thức                                | [ 17 ]    |
| 2021 | "แฟนผมหาย" (Missing Baby)           | Wanarat Ratsameerat (War) ,Kanawut Traipipattanapong (Gulf)   |           | Video ca nhạc chính thức                                | [ 18 ]    |
| 2022 | "แค่ของเลียนแบบ"                      | Wanarat Ratsameerat (War)                                     | Chính anh | Ost Love Mechanics                                      | [ 19 ]    |
| 2024 | "จำลอง"                             | Wanarat Ratsameerat (War), F.HERO                             | Chính anh |                                                         | [ 20 ]    |

## Giải thưởng và đề cử
| Năm  | Giải thưởng             | Thể loại                   | Kết quả   | Đề cử | Tham khảo |
| ---- | ----------------------- | -------------------------- | --------- | ----- | --------- |
| 2021 | Kazz Awards 2021        | Nam diễn viên trẻ của năm  | Đoạt giải | -     | [ 21 ]    |
| 2021 | Siam Series Awards 2021 | The Most Popular New Actor | Đoạt giải | -     | [ 22 ]    |

## Buổi hòa nhạc
| Ngày                     | Sự kiện                                   | Địa điểm                   |
| ------------------------ | ----------------------------------------- | -------------------------- |
| Ngày 19 tháng 8 năm 2022 | BE IN LOVE – YINWAR Fanmeeting In VietNam | White Palace Phạm Văn Đồng |
| Ngày 16 tháng 4 năm 2023 | Fantastic – YWPB Fanmeeting In Vietnam    | White Palace Phạm Văn Đồng |